# Manchester United F.C. mùa giải 2015–16
Mùa giải 2015-2016 của Manchester United F.C. là mùa giải thứ 24 của họ tại Giải bóng đá Ngoại hạng Anh, và cũng là mùa giải thứ 41 liên tiếp của họ các giải đấu cao nhất bóng đá Anh.
Manchester United bắt đầu mùa giải với chiến dịch cạnh tranh chức vô địch Ngoại hạng Anh. Đồng thời, Manchester United sẽ tham dự các giải đấu cúp là Cúp FA, Cúp Capital One và UEFA Champions League. Sau khi kết thúc ở vị trí thứ ba tại vòng bảng UEFA Champions League, câu lạc bộ đã được thi đấu loại trực tiếp vòng 1/32 UEFA Europa League, sau đó đánh bại đội bóng Midtjylland của Đan Mạch trước khi để thua Liverpool ở vòng 1/16.
United đoạt chức vô địch Cúp FA lần thứ 12 trong lịch sử khi thắng 2–1 trước Crystal Palace trong trận chung kết trên Sân vận động Wembley.

## Trước mùa giải và giao hữu
Manchester United đã công bố chuyến du đấu mùa hè tại Hoa Kỳ vào ngày 28 tháng 4 năm 2015. Trận đấu đầu tiên gặp gỡ đại diện đến từ Mexico đó là câu lạc bộ Club América vào ngày 17 tháng 7 trên sân CenturyLink Field tại Seattle và bốn ngày sau đó, gặp gỡ đội đang chơi ở Giải nhà nghề mỹ đó là San Jose Eartyhquakes trên sân nhà Avaya Stadium tại San Jose. Ban đầu, trận đấu này được chỉ định thi đấu trên sân California Memorial Stadium tại Berkeley, nhưng sau đó được đổi lại trên sân vận động khác cùng với giá vé được giảm xuống. Bốn ngày sau đó, Manchester United đối mặt với nhà vô địch Châu Âu Barcelona trên sân Levi's Stadium tại Santa Clara, California, trước khi hoàn tất chuyến du đấu trên sân Soldier Field tại Chicago bởi đội bóng Paris Saint-Germain.
| Ngày                | Đối thủ              | H / A | Kết quả F–A | Người mở tỷ số                        | Khán giả |
| ------------------- | -------------------- | ----- | ----------- | ------------------------------------- | -------- |
| 17 tháng 7 năm 2015 | Club América         | N     | 1–0         | Schneiderlin 5'                       | 46,857   |
| 21 tháng 7 năm 2015 | San Jose Earthquakes | A     | 3–1         | Mata 32', Depay 36', Pereira 61'      | 18,000   |
| 25 tháng 7 năm 2015 | Barcelona            | N     | 3–1         | Rooney 8', Lingard 65', Januzaj 90'+1 | 68,416   |
| 29 tháng 7 năm 2015 | Paris Saint-Germain  | N     | 0–2         |                                       | 61,351   |

## Ngoại hạng Anh
Manchester United chỉ kết thúc ở vị trí thứ 5 mùa này qua đó không được dự UEFA Champions League tuy nhiên được tham dự trực tiếp vòng bảng UEFA Europa League.
| Ngày                 | Đối thủ              | H / A | Kết quả F–A | Người ghi bàn                              | Khán giả | Giải đấu vị trí |
| -------------------- | -------------------- | ----- | ----------- | ------------------------------------------ | -------- | --------------- |
| 8 tháng 8 năm 2015   | Tottenham Hotspur    | H     | 1–0         | Walker 22' (o.g.)                          | 75,261   | 4th             |
| 14 tháng 8 năm 2015  | Aston Villa          | A     | 1–0         | Januzaj 29'                                | 42,200   | 1st             |
| 22 tháng 8 năm 2015  | Newcastle United     | H     | 0–0         |                                            | 75,354   | 2nd             |
| 30 tháng 8 năm 2015  | Swansea City         | A     | 1–2         | Mata 48'                                   | 20,828   | 5th             |
| 12 tháng 9 năm 2015  | Liverpool            | H     | 3–1         | Blind 49', Herrera 70' (pen.), Martial 86' | 75,347   | 2nd             |
| 20 tháng 9 năm 2015  | Southampton          | A     | 3–2         | Martial (2) 34', 50', Mata 68'             | 31,588   | 2nd             |
| 26 tháng 9 năm 2015  | Sunderland           | H     | 3–0         | Depay 45+4', Rooney 46', Mata 90'          | 75,328   | 1st             |
| 4 tháng 10 năm 2015  | Arsenal              | A     | 0–3         |                                            | 60,084   | 3rd             |
| 17 tháng 10 năm 2015 | Everton              | A     | 3–0         | Schneiderlin 18', Herrera 22', Rooney 62'  | 39,553   | 2nd             |
| 25 tháng 10 năm 2015 | Manchester City      | H     | 0–0         |                                            | 75,329   | 4th             |
| 31 tháng 10 năm 2015 | Crystal Palace       | A     | 0–0         |                                            | 24,854   | 4th             |
| 7 tháng 11 năm 2015  | West Bromwich Albion | H     | 2–0         | Lingard 52', Mata 90+1' (pen.)             | 75,410   | 4th             |
| 21 tháng 11 năm 2015 | Watford              | A     | 2–1         | Depay 11', Deeney 90' (o.g.)               | 20,702   | 2nd             |
| 28 tháng 11 năm 2015 | Leicester City       | A     | 1–1         | Schweinsteiger 45'                         | 32,115   | 3rd             |
| 5 tháng 12 năm 2015  | West Ham United      | H     | 0–0         |                                            | 75,350   | 4th             |
| 12 tháng 12 năm 2015 | AFC Bournemouth      | A     | 1–2         | Fellaini 24'                               | 11,334   | 4th             |
| 19 tháng 12 năm 2015 | Norwich City         | H     | 1-2         | Martial 66'                                | 75,320   | 5th             |
| 26 tháng 12 năm 2015 | Stoke City           | A     | 0-2         |                                            | 27,426   | 6th             |
| 28 tháng 12 năm 2015 | Chelsea              | H     | 0-0         |                                            | 75,275   | 6th             |
| 2 tháng 1 năm 2016   | Swansea City         | H     | 2-1         | Martial 47', Rooney 77'                    | 75,415   | 5th             |
| 12 tháng 1 năm 2016  | Newcastle United     | A     | 3-3         | Rooney (2) 9',79', Lingard 39'             | 49,673   | 6th             |
| 17 tháng 1 năm 2016  | Liverpool            | A     | 1-0         | Rooney 78'                                 | 43,865   | 5th             |
| 23 tháng 1 năm 2016  | Southampton          | H     | 0-1         |                                            | 75,408   | 5th             |
| 2 tháng 2 năm 2016   | Stoke City           | H     | 3-0         | Lingard 14', Martial 23', Rooney 53'       | 75,234   | 5th             |
| 7 tháng 2 năm 2016   | Chelsea              | A     | 1–1         | Lingard 61'                                | 41,434   | 5th             |
| 13 tháng 2 năm 2016  | Sunderland           | A     | 1–2         | Martial 39'                                | 41,687   | 5th             |
| 28 tháng 2 năm 2016  | Arsenal              | H     | 3–2         | Rashford (2) 29', 32', Herrera 65'         | 75,329   | 5th             |
| 2 tháng 3 năm 2016   | Watford              | H     | 1–0         | Mata 83'                                   | 75,282   | 5th             |
| 6 tháng 3 năm 2016   | West Bromwich Albion | A     | 0–1         |                                            | 24,878   | 6th             |
| 20 tháng 3 năm 2016  | Manchester City      | A     | 1–0         | Rashford 16'                               | 54,557   | 6th             |
| 3 tháng 4 năm 2016   | Everton              | H     | 1–0         | Martial 54'                                | 75,341   | 5th             |
| 10 tháng 4 năm 2016  | Tottenham Hotspur    | A     | 0–3         |                                            | 35,761   | 5th             |
| 16 tháng 4 năm 2016  | Aston Villa          | H     | 1–0         | Rashford 32'                               | 75,411   | 5th             |
| 20 tháng 4 năm 2016  | Crystal Palace       | H     | 2–0         | Delaney 4' (o.g.), Darmian 55'             | 75,277   | 5th             |
| 1 tháng 5 năm 2016   | Leicester City       | H     | 1–1         | Martial 8'                                 | 75,275   | 5th             |
| 7 tháng 5 năm 2016   | Norwich City         | A     | 1–0         | Mata 72'                                   | 27,132   | 5th             |
| 10 tháng 5 năm 2016  | West Ham United      | A     | 2–3         | Martial (2) 51', 72'                       | 34,602   | 5th             |
| 17 tháng 5 năm 2016  | AFC Bournemouth      | H     | 3–1         | Rooney 43', Rashford 74', Young 87'        | 74,363   | 5th             |

| VT | Đội               | ST | T  | H  | B  | BT | BB | HS  | Đ  | Giành quyền tham dự hoặc xuống hạng                                                                  |
| -- | ----------------- | -- | -- | -- | -- | -- | -- | --- | -- | --- |
| 3  | Tottenham Hotspur | 38 | 19 | 13 | 6  | 69 | 35 | +34 | 70 | Tham dự Vòng bảng Champions League                                                                   |
| 4  | Manchester City   | 38 | 19 | 9  | 10 | 71 | 41 | +30 | 66 | Tham dự Vòng play-off Champions League                                                               |
| 5  | Manchester United | 38 | 19 | 9  | 10 | 49 | 35 | +14 | 66 | Tham dự Vòng bảng Europa League                                                                      |
| 6  | Southampton       | 38 | 18 | 9  | 11 | 59 | 41 | +18 | 63 | Tham dự Vòng bảng Europa League                                                                      |
| 7  | West Ham United   | 38 | 16 | 14 | 8  | 65 | 51 | +14 | 62 | Tham dự Vòng sơ loại thứ ba Europa League (nếu đội từ thứ 1 đến thứ 5 vô địch FA Cup hay League Cup) |

## Cúp Liên đoàn
| Ngày                | Vòng   | Đối thủ       | H / A | Kết quả F–A          | Ghi bàn                                | Khán giả |
| ------------------- | ------ | ------------- | ----- | -------------------- | -------------------------------------- | -------- |
| 24 tháng 9 năm 2015 | Vòng 3 | Ipswich Town  | H     | 3–0                  | Rooney 23', Pereira 60', Martial 90+2' | 56,607   |
| 29 tháng 10,2015    | Vòng 4 | Middlesbrough | H     | 0–0 (h.p.) (1–3p.đ.) |                                        | 67,258   |

## Cúp FA
| Ngày                | Vòng đấu      | Đối thủ          | H / A | Kết quả F–A | Ghi bàn                               | Khán giả |
| ------------------- | ------------- | ---------------- | ----- | ----------- | ------------------------------------- | -------- |
| 9 tháng 1 năm 2015  | Vòng 3        | Sheffield United | H     | 1-0         | Rooney 90'+3 (pen.)                   |          |
| 26 tháng 1 năm 2015 | Vòng 4        | Derby County     | A     | 3-1         | Rooney 16', Blind 65', Mata 83'       | 31,134   |
| 22 tháng 2 năm 2016 | Vòng 5        | Shrewsbury Town  | A     | 3–0         | Smalling 37', Mata 45'+2, Lingard 61' | 9,370    |
| 13 tháng 3 năm 2016 | Vòng 6        | West Ham United  | H     | 1–1         | Martial 83'                           | 74,298   |
| 13 tháng 4 năm 2016 | Vòng 6 Đá lại | West Ham United  | A     | 2–1         | Rashford 54', Fellaini 67'            | 33,505   |
| 23 tháng 4 năm 2016 | Bán kết       | Everton          | N     | 2–1         | Fellaini 34', Martial 90+3'           | 86,064   |
| 21 tháng 5 năm 2016 | Chung kết     | Crystal Palace   | N     | 2–1 (h.p.)  | Mata 81', Lingard 110'                | 88,610   |

## UEFA Champions League

### Vòng Play-off
| Ngày thi đấu        | Vòng đấu              | Đối thủ     | H / A | Kết quả F–A | Cầu thủ ghi bàn                       | Số khán giả |
| ------------------- | --------------------- | ----------- | ----- | ----------- | ------------------------------------- | ----------- |
| 18 tháng 8 năm 2015 | Vòng Play-off Lượt đi | Club Brugge | H     | 3–1         | Depay (2) 13', 43', Fellaini 90+4'    | 75,312      |
| 26 tháng 8 năm 2015 | Vòng Play-off Lượt về | Club Brugge | A     | 4–0         | Rooney (3) 20', 49', 57', Herrera 63' | 28,733      |

### Vòng bảng
| Ngày                 | Đối thủ       | H / A | Kết quả F–A | Ghi bàn                            | Lượng khán giả | Xếp hạng |
| -------------------- | ------------- | ----- | ----------- | ---------------------------------- | -------------- | -------- |
| 16 tháng 9 năm 2015  | PSV Eindhoven | A     | 1–2         | Depay 41'                          | 35,292         | Thứ 3    |
| 1 tháng 10 năm 2015  | Wolfsburg     | H     | 2–1         | Mata 34' (pen.), Smalling 52'      | 74,811         | Thứ 2    |
| 22 tháng 10 năm 2015 | CSKA Moscow   | A     | 1–1         | Martial 65'                        | 18,156         | Thứ 2    |
| 4 tháng 11 năm 2015  | CSKA Moscow   | H     | 1–0         | Rooney 79'                         | 75,165         | Thứ 1    |
| 26 tháng 11 năm 2015 | PSV Eindhoven | H     | 0–0         |                                    | 75,321         | Thứ 2    |
| 9 tháng 12 năm 2015  | Wolfsburg     | A     | 2–3         | Martial 10', Guilavogui 82' (o.g.) | 26,400         | Thứ 3    |

| VT | Đội               | ST | T | H | B | BT | BB | HS | Đ  | Giành quyền tham dự       |
| -- | ----------------- | -- | - | - | - | -- | -- | -- | -- | ------------------------- |
| 1  | Wolfsburg         | 6  | 4 | 0 | 2 | 9  | 6  | +3 | 12 | Lọt vào vòng knockout     |
| 2  | PSV Eindhoven     | 6  | 3 | 1 | 2 | 8  | 7  | +1 | 10 | Lọt vào vòng knockout     |
| 3  | Manchester United | 6  | 2 | 2 | 2 | 7  | 7  | 0  | 8  | Chuyển sang Europa League |
| 4  | CSKA Moskva       | 6  | 1 | 1 | 4 | 5  | 9  | −4 | 4  |                           |

## UEFA Europa League
| Ngày thi đấu        | Vòng đấu          | Đối thủ     | H / A | Kết quả F–A | Cầu thủ ghi bàn                                                          | Số khán giả |
| ------------------- | ----------------- | ----------- | ----- | ----------- | ------------------------------------------------------------------------ | ----------- |
| 18 tháng 2 năm 2016 | Vòng 1/32 Lượt đi | Midtjylland | A     | 1–2         | Depay 37'                                                                | 9,182       |
| 25 tháng 2 năm 2016 | Vòng 1/32 Lượt về | Midtjylland | H     | 5–1         | Bodurov 32' (o.g.), Rashford (2) 63', 75', Herrera 88' (pen.), Depay 90' | 58,609      |
| 10 tháng 3 năm 2016 | Vòng 1/16 Lượt đi | Liverpool   | A     | 0–2         |                                                                          | 43,228      |
| 17 tháng 3 năm 2016 | Vòng 1/16 Lượt về | Liverpool   | H     | 1–1         | Martial 32' (ph.đ.)                                                      | 75,180      |

## Thống kê đội hình
| Số áo | Vị trí | Tên cầu thủ               | Ngoại hạng Anh | Ngoại hạng Anh | Cúp FA | Cúp FA | Cúp EFL | Cúp EFL | Châu Âu | Châu Âu | Tổng cộng | Tổng cộng | Thẻ phạt | Thẻ phạt |
| Số áo | Vị trí | Tên cầu thủ               | Trận           | Bàn            | Trận   | Bàn    | Trận    | Bàn     | Trận    | Bàn     | Trận      | Bàn       |          |          |
| ----- | ------ | ------------------------- | -------------- | -------------- | ------ | ------ | ------- | ------- | ------- | ------- | --------- | --------- | -------- | -------- |
| 1     | TM     | David de Gea              | 34             | 0              | 6      | 0      | 1       | 0       | 8       | 0       | 49        | 0         | 0        | 0        |
| 4     | HV     | Phil Jones                | 6(4)           | 0              | 0      | 0      | 0(1)    | 0       | 1(1)    | 0       | 7(6)      | 0         | 0        | 0        |
| 5     | HV     | Marcos Rojo               | 15(1)          | 0              | 4      | 0      | 1       | 0       | 5(2)    | 0       | 25(3)     | 0         | 5        | 0        |
| 6     | HV     | Jonny Evans               | 0              | 0              | 0      | 0      | 0       | 0       | 0       | 0       | 0         | 0         | 0        | 0        |
| 7     | TĐ     | Memphis Depay             | 16(13)         | 2              | 1(2)   | 0      | 1(1)    | 0       | 9(2)    | 5       | 27(18)    | 7         | 4        | 0        |
| 8     | TV     | Juan Mata                 | 34(4)          | 6              | 4      | 3      | 1       | 0       | 10(1)   | 1       | 49(5)     | 10        | 5        | 1        |
| 9     | TĐ     | Anthony Martial           | 29(2)          | 11             | 7      | 2      | 0(2)    | 1       | 9       | 3       | 45(4)     | 17        | 4        | 0        |
| 10    | TĐ     | Wayne Rooney (Đội trưởng) | 27(1)          | 8              | 4(1)   | 2      | 1(1)    | 1       | 6       | 4       | 38(3)     | 15        | 6        | 0        |
| 11    | TV     | Adnan Januzaj             | 2(3)           | 1              | 0      | 0      | 0       | 0       | 2       | 0       | 4(3)      | 1         | 1        | 0        |
| 12    | HV     | Chris Smalling            | 35             | 0              | 7      | 1      | 2       | 0       | 11      | 1       | 55        | 2         | 11       | 1        |
| 13    | TM     | Anders Lindegaard         | 0              | 0              | 0      | 0      | 0       | 0       | 0       | 0       | 0         | 0         | 0        | 0        |
| 14    | TĐ     | Chicharito                | 0(1)           | 0              | 0      | 0      | 0       | 0       | 0(2)    | 0       | 0(3)      | 0         | 0        | 0        |
| 16    | TV     | Michael Carrick (Đội phó) | 22(6)          | 0              | 4(1)   | 0      | 1       | 0       | 6(2)    | 0       | 33(9)     | 0         | 6        | 0        |
| 17    | TV     | Daley Blind               | 35             | 1              | 7      | 1      | 2       | 0       | 11(1)   | 0       | 55(1)     | 2         | 3        | 0        |
| 18    | TV     | Ashley Young              | 11(7)          | 1              | 0(1)   | 0      | 1(1)    | 0       | 2(3)    | 0       | 14(12)    | 1         | 6        | 0        |
| 19    | TĐ     | James Wilson              | 0(1)           | 0              | 0      | 0      | 1       | 0       | 0       | 0       | 1(1)      | 0         | 0        | 0        |
| 20    | TM     | Sergio Romero             | 4              | 0              | 1      | 0      | 1       | 0       | 4       | 0       | 10        | 0         | 0        | 0        |
| 21    | TV     | Ander Herrera             | 17(10)         | 3              | 4(2)   | 0      | 1       | 0       | 5(2)    | 2       | 27(14)    | 5         | 8        | 0        |
| 22    | TV     | Nick Powell               | 0(1)           | 0              | 0      | 0      | 0       | 0       | 0(1)    | 0       | 0(2)      | 0         | 0        | 0        |
| 23    | HV     | Luke Shaw                 | 5              | 0              | 0      | 0      | 0       | 0       | 3       | 0       | 8         | 0         | 1        | 0        |
| 25    | TV     | Antonio Valencia          | 8(6)           | 0              | 1(2)   | 0      | 1       | 0       | 2(2)    | 0       | 12(10)    | 0         | 1        | 0        |
| 27    | TV     | Marouane Fellaini         | 12(6)          | 1              | 6      | 2      | 2       | 0       | 3(5)    | 1       | 23(11)    | 4         | 7        | 0        |
| 28    | TV     | Morgan Schneiderlin       | 25(4)          | 1              | 2(1)   | 0      | 0       | 0       | 6(1)    | 0       | 33(6)     | 1         | 4        | 0        |
| 30    | TV     | Guillermo Varela          | 3(1)           | 0              | 3      | 0      | 0       | 0       | 4       | 0       | 10(1)     | 0         | 2        | 0        |
| 31    | TV     | Bastian Schweinsteiger    | 13(5)          | 1              | 1(1)   | 0      | 1       | 0       | 6(4)    | 0       | 21(10)    | 1         | 5        | 0        |
| 33    | HV     | Paddy McNair              | 3(5)           | 0              | 0      | 0      | 0       | 0       | 1       | 0       | 4(5)      | 0         | 0        | 0        |
| 34    | TM     | Dean Henderson            | 0              | 0              | 0      | 0      | 0       | 0       | 0       | 0       | 0         | 0         | 0        | 0        |
| 35    | TV     | Jesse Lingard             | 19(6)          | 4              | 5(2)   | 2      | 1       | 0       | 7       | 0       | 32(8)     | 6         | 8        | 0        |
| 36    | HV     | Matteo Darmian            | 24(4)          | 1              | 1(2)   | 0      | 1       | 0       | 6(1)    | 0       | 32(7)     | 1         | 10       | 0        |
| 37    | HV     | Donald Love               | 0(1)           | 0              | 0      | 0      | 0       | 0       | 1       | 0       | 1(1)      | 0         | 1        | 0        |
| 38    | HV     | Axel Tuanzebe             | 0              | 0              | 0      | 0      | 0       | 0       | 0       | 0       | 0         | 0         | 0        | 0        |
| 39    | TĐ     | Marcus Rashford           | 11             | 5              | 4      | 1      | 0       | 0       | 3       | 2       | 18        | 8         | 1        | 0        |
| 40    | TM     | Joel Castro Pereira       | 0              | 0              | 0      | 0      | 0       | 0       | 0       | 0       | 0         | 0         | 0        | 0        |
| 41    | HV     | Regan Poole               | 0              | 0              | 0      | 0      | 0       | 0       | 0(1)    | 0       | 0(1)      | 0         | 0        | 0        |
| 42    | HV     | Tyler Blackett            | 0              | 0              | 0      | 0      | 0       | 0       | 0       | 0       | 0         | 0         | 0        | 0        |
| 43    | HV     | Cameron Borthwick-Jackson | 6(4)           | 0              | 3      | 0      | 0       | 0       | 0(1)    | 0       | 9(5)      | 0         | 0        | 0        |
| 44    | TV     | Andreas Pereira           | 0(4)           | 0              | 0(2)   | 0      | 2       | 1       | 0(3)    | 0       | 2(9)      | 1         | 2        | 0        |
| 45    | TV     | Sean Goss                 | 0              | 0              | 0      | 0      | 0       | 0       | 0       | 0       | 0         | 0         | 0        | 0        |
| 46    | TV     | Joe Rothwell              | 0              | 0              | 0      | 0      | 0       | 0       | 0       | 0       | 0         | 0         | 0        | 0        |
| 47    | TV     | James Weir                | 0(1)           | 0              | 0      | 0      | 0       | 0       | 0       | 0       | 0(1)      | 0         | 0        | 0        |
| 48    | TĐ     | Will Keane                | 0(1)           | 0              | 0(1)   | 0      | 0       | 0       | 0       | 0       | 0(2)      | 0         | 0        | 0        |
| 49    | TV     | Joe Riley                 | 0              | 0              | 0(1)   | 0      | 0       | 0       | 1       | 0       | 1(1)      | 0         | 0        | 0        |
| 50    | TM     | Sam Johnstone             | 0              | 0              | 0      | 0      | 0       | 0       | 0       | 0       | 0         | 0         | 0        | 0        |
| 51    | HV     | Timothy Fosu-Mensah       | 2(6)           | 0              | 2      | 0      | 0       | 0       | 0       | 0       | 4(6)      | 0         | 1        | 0        |
| 52    | HV     | Ro-Shaun Williams         | 0              | 0              | 0      | 0      | 0       | 0       | 0       | 0       | 0         | 0         | 0        | 0        |
| —     | TM     | Víctor Valdés             | 0              | 0              | 0      | 0      | 0       | 0       | 0       | 0       | 0         | 0         | 0        | 0        |
| —     | —      | Đá phản lưới nhà          | –              | 3              | –      | 0      | –       | 0       | –       | 2       | –         | 5         | –        | –        |

Thống kê chính xác tới ngày 21 tháng 5 năm 2016.

## Chuyển nhượng

### Hợp đồng chuyển đến
| Ngày                | Vị trí | Tên cầu thủ            | Câu lạc bộ trước | Mức phí       |
| ------------------- | ------ | ---------------------- | ---------------- | ------------- |
| 1 tháng 7 năm 2015  | FW     | Memphis Depay          | PSV Eindhoven    | Không tiết lộ |
| 11 tháng 7 năm 2015 | DF     | Matteo Darmian         | Torino           | Không tiết lộ |
| 13 tháng 7 năm 2015 | MF     | Bastian Schweinsteiger | Bayern Munich    | £6.56 triệu   |
| 13 tháng 7 năm 2015 | MF     | Morgan Schneiderlin    | Southampton      | Không tiết lộ |
| 27 tháng 7 năm 2015 | GK     | Sergio Romero          | Tự do            | Tự do         |
| 1 tháng 9 năm 2015  | FW     | Anthony Martial        | AS Monaco        | Không tiết lộ |
| 1 tháng 9 năm 2015  | DF     | Regan Poole            | Newport County   | Không tiết lộ |

### Hợp đồng chuyển đi
| Ngày                 | Vị trí | Tên cầu thủ       | Câu lạc bộ đến       | Mức phí       |
| -------------------- | ------ | ----------------- | -------------------- | ------------- |
| 1 tháng 7 năm 2015   | GK     | Ben Amos          | Bolton Wanderers     | Tự do         |
| 1 tháng 7 năm 2015   | MF     | Tom Cleverley     | Everton              | Tự do         |
| 1 tháng 7 năm 2015   | DF     | Callum Evans      | Barnsley             | Tự do         |
| 1 tháng 7 năm 2015   | DF     | Saidy Janko       | Celtic               | Tự do         |
| 1 tháng 7 năm 2015   | DF     | Ryan McConnell    | Finn Harps           | Tự do         |
| 1 tháng 7 năm 2015   | DF     | Tom Thorpe        | Rotherham United     | Tự do         |
| 6 tháng 7 năm 2015   | FW     | Ángelo Henríquez  | Dinamo Zagreb        | Không tiết lộ |
| 6 tháng 7 năm 2015   | MF     | Nani              | Fenerbahçe           | £4.25m        |
| 14 tháng 7 năm 2015  | FW     | Robin van Persie  | Fenerbahçe           | Không tiết lộ |
| 21 tháng 7 năm 2015  | DF     | Reece James       | Wigan Athletic       | Không tiết lộ |
| 3 tháng 8 năm 2015   | DF     | Rafael            | Lyon                 | Không tiết lộ |
| 6 tháng 8 năm 2015   | MF     | Ángel Di María    | Paris Saint-Germain  | Không tiết lộ |
| 29 tháng 8 năm 2015  | DF     | Jonny Evans       | West Bromwich Albion | Không tiết lộ |
| 31 tháng 8 năm 2015  | FW     | Chicharito        | Bayer Leverkusen     | Không tiết lộ |
| 31 tháng 8 năm 2015  | GK     | Anders Lindegaard | West Bromwich Albion | Tự do         |
| 26 tháng 11 năm 2015 | GK     | Vanja Milinković  | Lechia Gdańsk        | Tự do         |
| 11 tháng 1 năm 2016  | MF     | Ben Pearson       | Preston North End    | Không tiết lộ |
| 18 tháng 1 năm 2016  | MF     | Liam Grimshaw     | Preston North End    | Không tiết lộ |

### Hợp đồng cho mượn
| Ngày đi              | Ngày về              | Vị trí | Tên cầu thủ         | Câu lạc bộ đến         |
| -------------------- | -------------------- | ------ | ------------------- | ---------------------- |
| 8 tháng 7 năm 2015   | 30 tháng 6 năm 2016  | FW     | Will Keane          | Preston North End      |
| 18 tháng 7 năm 2015  | 3 tháng 1 năm 2016   | MF     | Ben Pearson         | Barnsley               |
| 18 tháng 7 năm 2015  | 13 tháng 10 năm 2015 | MF     | Joe Rothwell        | Barnsley               |
| 29 tháng 8 năm 2015  | 30 tháng 6 năm 2016  | DF     | Tyler Blackett      | Celtic                 |
| 31 tháng 8 năm 2015  | 30 tháng 6 năm 2016  | MF     | Adnan Januzaj       | Borussia Dortmund      |
| 1 tháng 9 năm 2015   | 4 tháng 1 năm 2016   | MF     | Liam Grimshaw       | Motherwell             |
| 1 tháng 9 năm 2015   | 29 tháng 9 năm 2015  | GK     | Kieran O'Hara       | Morecambe              |
| 2 tháng 10 năm 2015  | 2 tháng 12 năm 2015  | DF     | Donald Love         | Wigan Athletic         |
| 19 tháng 11 năm 2015 | 3 tháng 1 năm 2016   | GK     | Joel Castro Pereira | Rochdale               |
| 24 tháng 11 năm 2015 | 24 tháng 12 năm 2015 | GK     | Kieran O'Hara       | Stockport County       |
| 26 tháng 11 năm 2015 | 30 tháng 6 năm 2016  | FW     | James Wilson        | Brighton & Hove Albion |
| 31 tháng 12 năm 2015 | 30 tháng 6 năm 2016  | GK     | Sam Johnstone       | Preston North End      |
| 7 tháng 1 năm 2016   | 30 tháng 6 năm 2016  | FW     | Ashley Fletcher     | Barnsley               |
| 24 tháng 1 năm 2016  | 30 tháng 6 năm 2016  | GK     | Víctor Valdés       | Standard Liège         |
| 2 tháng 2 năm 2016   | 30 tháng 6 năm 2016  | MF     | Nick Powell         | Hull City              |